# Андреа Вике
Андреа Вике (на немски: Andrea Wicke) е австрийска певица, актриса и дипломат.

## Биография
Родена е на 19 март 1960 г. във Виена, Австрия. В периода 1978 – 1985 г. следва във Виенския университет и в Университета за музика и сценично изкуство – Виена. През 1985 г. завършва магистратура по немска филология. В периода 1985 – 1986 г. следва мюзикъл/оперета в Университета за музика и изкуство и в Института за сценично изкуство във Виена. През 1987 г. се дипломира в специалностите Мюзикъл/оперета, театрално и филмово актьорско майсторство и вокална педагогика. От 1986 до 1995 г. се изявява като певица и актриса в киното, театъра и телевизията. В 1994 – 1995 г. специализира международни отношения във Виенския университет и постъпва в Министерство на външните работи на Австрия. През 1996 г. е назначена за аташе в Австрийско посолство в Загреб, Хърватия. От 1997 до 2000 г. е аташе „Преса и информация“ в Прага, Чехия. В периода 2000 – 2002 г. е заместник-ръководител на мисията в Австрийско посолство в София. От 2002 до 2006 г. е ръководител на реферат за подбор и професионално обучение в отдел „Човешки ресурси“ при Федералното министерство за европейски и външни работи на Австрия. Посланик е във Вилнюс, Литва (2006 – 2009) и в Куала Лумпур, Малайзия (2009 – 2013). От 2013 до 2015 г. е заместник-ръководител на отдел за Западна, Централна и Северна Европа при Федералното министерство за Европа, интеграция и външни работи на Австрия, а в периода 2015 – 2018 г. е ръководител на отдел „Африка“ при Федералното министерство за Европа, интеграция и външни работи на Австрия. От 26 септември 2018 г. е посланик в България.